# Christian Frederik Møller
Christian Frederik Møller (31. října 1898 Skanderborg – 5. listopadu 1988 Aarhus), často uváděný jako C. F. Møller, byl dánský architekt, vysokoškolský profesor a v letech 1965–1969 první rektor nově vzniklé	 vysoké školy: Arkitektskolen Aarhus (Škola architektury Aarhus). V roce 1924 založil vlastní architektonický ateliér, který stále existuje a nese jeho jméno (Arkitektfirmaet C. F. Møller). Dnes je to největší architektonická firma v Dánsku s pobočkami v několika zemích.
Jeho největším a nejznámějším dílem je celý původní kampus Aarhuské univerzity (dánsky: Aarhus Universitet) z třicátých let 20. století (spoluautoři Kay Fisker, Povl Stegmann a krajinářský architekt Carl Theodor Sørensen) a některé další budovy univerzity, které po válce projektoval již sám. Kampus univerzity byl v roce 2006 vybrán mezi dvanáct nejvýznamnějších architektonických a krajinářských děl dánského kulturního dědictví a zapsán na seznam tzv. Dánského kulturního kánonu.

## Život a kariéra
Christian Frederik Møller se narodil ve Skanderborgu v Dánsku. Byl synem Valdemara Møllera a Nielssine Dalbyové. Nejprve se vyučil zedníkem a později studoval architekturu na Královské dánské akademii výtvarných umění v Kodani (Det Kongelige Danske Kunstakademi – Billedkunst Skolerne), kterou absolvoval v roce 1920. Podnikl studijní cesty do Anglie (1925), Německa, Itálie a Francie (1927), Německa, Švýcarska a Itálie (1937). Často vystavoval na známé výstavě v Charlottenborgu (Charlottenborg Forårsudstilling) v Kodani (hlavně v letech 1952–1964, 1973, 1978 a 1985.

### Bytové domy
V roce 1924 založil vlastní architektonickou kancelář C. F. Møller a v roce 1928 uzavřel partnerství s architektem a profesorem Kayem Fiskerem (1893–1965), které trvalo do roku 1942. Po získání prvních cen v architektonických soutěžích na Aarhuskou komunitní nemocnici v roce 1930 a Aarhuskou univerzitu v roce 1931 založili v roce 1932 společnou kancelář v Aarhusu. Mezi jejich další společné významné stavby patří také komplex funkcionalistických bytových domů Vodroffsvej (1930) a Vestersøhus (1935–1939; dvě etapy) v Kodani, z nichž zejména druhý bytový komplex má nadále významný vliv na dánskou bytovou architekturu.

### Aarhuská univerzita

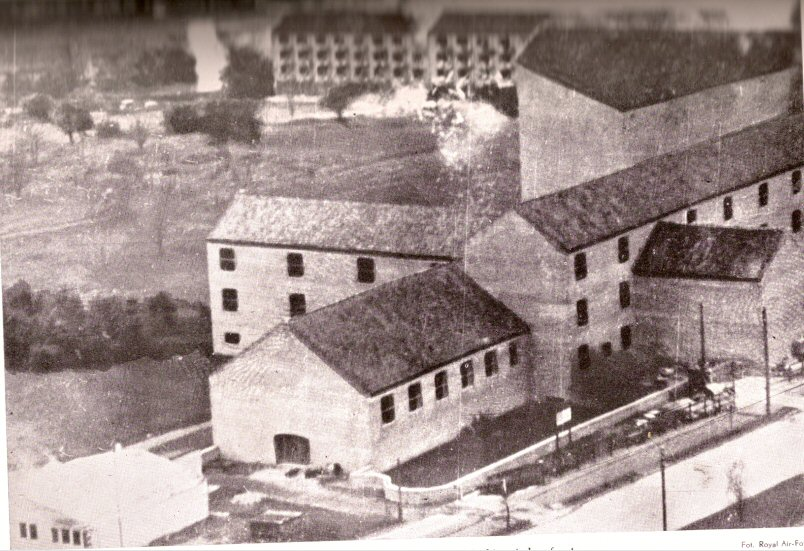
Za války v kampusu sídlo gestapo, proto ho RAF 31. října 1944 bombardovalo

O vznik univerzity usilovala místní samospráva i podnikatelé již od roku 1921. Důvodem byla nejen značná vzdálenost do Kodaně, ale též velký nárůst zájmu o studium po první světové válce, takže kapacity vysokých škol v hlavním městě nestačily. Aarhuská univerzita byla založena 11. září 1928 (původně s poněkud odlišným názvem) a zpočátku měla jen desítky studentů. Výuka probíhala v zapůjčených prostorách, takže potřeba výstavby vlastního kampusu byla naléhavá. Poté, co v roce 1929 obec darovala univerzitě poměrně rozsáhlé pozemky, byla v roce 1930 vypsána architektonická soutěž.
Projekt na celý kampus univerzity společně vypracovali Christian Frederik Møller (který byl z trojice architektů nejmladší), Kay Fisker a Povl Stegmann. Částečně byli inspirováni odborářskou vysokou školou ADBG (Allgemeinen Deutschen Gewerkschaftsbundes) v Bernau u Berlína, kterou navrhl švýcarský architekt Hannes Meyer, druhý ředitel Bauhausu a kterou Povl Stegmann viděl na své studijní cestě do Německa. 
Navrhli ucelené řešení ve stylu dánského funkcionalismu, kde celý areál byl rozdělen na několik menších částí, každá byla pečlivě přizpůsobena a začleněna do místní zvlněné krajiny za pomoci dalšího architekta, kterým byl krajinářský specialista Carl Theodor Sørensen. Jejich společný návrh získal v roce 1931 první cenu v architektonické soutěži a brzy začala výstavba, byť s menšími úpravami proti vítěznému projektu (např. změna střešní krytiny). 
První budovy komplexu byly dokončeny v roce 1933. Původně v nich sídlily katedry chemie, fyziky a anatomie (později se přestěhovaly do novějších budov). Slavnostní otevření nového kampusu se uskutečnilo 11. září 1933 za účasti krále Kristiána X., královny Alexandry, jejich syna korunního prince Frederika a předsedy vlády Thorvalda Stauninga spolu s tisícovkou pozvaných hostů. Poprvé byl také oficiálně použit nový, dodnes používaný název univerzity.
Ale když se Povl Stegmann stal v roce 1937 ředitelem technické školy v Aalborgu a současně dostal na starost ještě také plánování rezidencí profesorů této střední školy, z konsorcia pro výstavbu univerzity vystoupil (a později, během okupace Dánska, byl zavražděn). Stavba dalších budov kampusu pokračovala celá 30. léta a menším tempem také po obsazení Dánska nacisty. V roce 1942 byla přerušena i spolupráce s Kayem Fiskerem a Møller tak zůstal na dokončení Aarhuské univerzity sám. V roce 1943 byla hotova většina kampusu, chyběla však rozestavěná hlavní budova. 
Møller byl přítomen na staveništi, když 31. října 1944  RAF bombardovalo univerzitní koleje, protože bylo známo, že je obsadilo ředitelství gestapa. Během útoku bomba omylem zasáhla také nedokončenou hlavní budovu. Møller byl zraněn, ale  asi deset stavbařů zahynulo. Poškozená hlavní budova byla opravena a dokončena až po válce, v roce 1946. Později byly postaveny ještě některé další budovy, které Christian Frederik Møller projektoval již sám: především budova knihovny (1960–1963) nebo budova Bartholin z let 1971–1974. Ale i tyto budovy cíleně navrhl tak, aby navazovaly na původní architektonický design z roku 1931 (viz fotografie univerzity).

### Pozdější realizace
Mezi jeho pozdější díla patří Salling Department Store v Aarhusu (1949, společně s Gunnarem Krohnem), Herning Art Museum ve městě Herning (1964–1965), Angligården (1965), kostely Møllevangskirken (1959) a Pindstrup (1968) a jedním z jeho posledních projektu byl Egetæpper, opět ve městě Herning (1984). V letech 1953–1968 byl Møller královským stavebním inspektorem a v roce 1965 se stal prvním rektorem nově založené Aarhuské školy architektury
(Arkitektskolen Aarhus).

### Osobní život
V roce 1928 se oženil s Bodil Marií Jacobsenovou (1904–1996). Zemřel v Aarhusu ve věku 90 let a je pohřben na místním hřbitově Vestre Kirkegård. Pro náhrobek (viz fotografie v infoboxu) byly záměrně použity cihly, které často využíval ve svých architektonických návrzích. 

## Vybrané projekty
- Aarhuská komunitní nemocnice, Aarhus, Dánsko: 1930, společně s Kayem Fiskerem.
- Aarhuská univerzita, Aarhus, Dánsko: 1931 vítězství v architektonické soutěži, první část dokončena 1933, další za války cca 1943, hlavní budova 1946: Christian Frederik Møller, Kay Fisker, Povl Stegmann a krajinářský architekt Carl Theodor Sørensen. Další budovy po druhé světové válce navrhoval Christian Frederik Møller již sám: knihovna (1960–1963), budova Bartholin (1971–1974).
- Bytové domy Vodroffsvej, Kodaň, Dánsko: 1930, společně s Kayem Fiskerem.
- Bytové domy Vestersøhus, Kodaň, Dánsko: dvě etapy v letech 1935–1939, společně s Kayem Fiskerem.
- Sønderjyllandshallen, Aabenraa, Dánsko.
- Centralinstitutionen Sølund, Skanderborg, Dánsko: 1935.
- Salling Department Store, Aarhus, Dánsko: 1949, společně s Gunnarem Krohnem.
- Muzeum umění, Herning, Dánsko: 1964–1965.
- Kostel Møllevangskirken, Aarhus, Dánsko: 1959.
- Kostel Pindstrup, Djursland, Dánsko: 1968.
- Státní nemocnice pro duševně nemocné, Glostrup (1960).[10]
- Nemocnice Kolding, Dánsko.
- Nemocnice Middelfart, Dánsko.

### Aarhuská univerzita

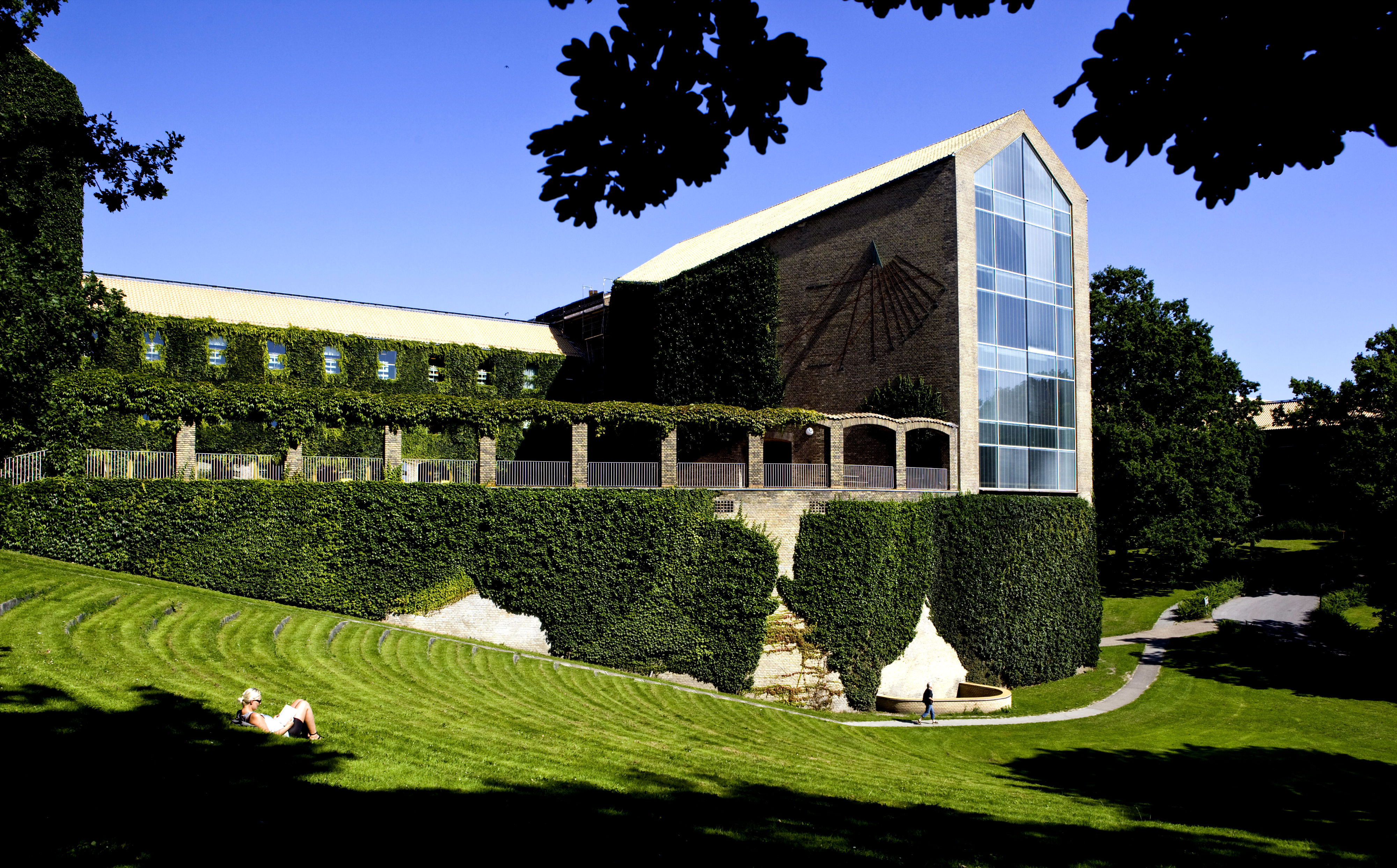
Hlavní budova (1946)
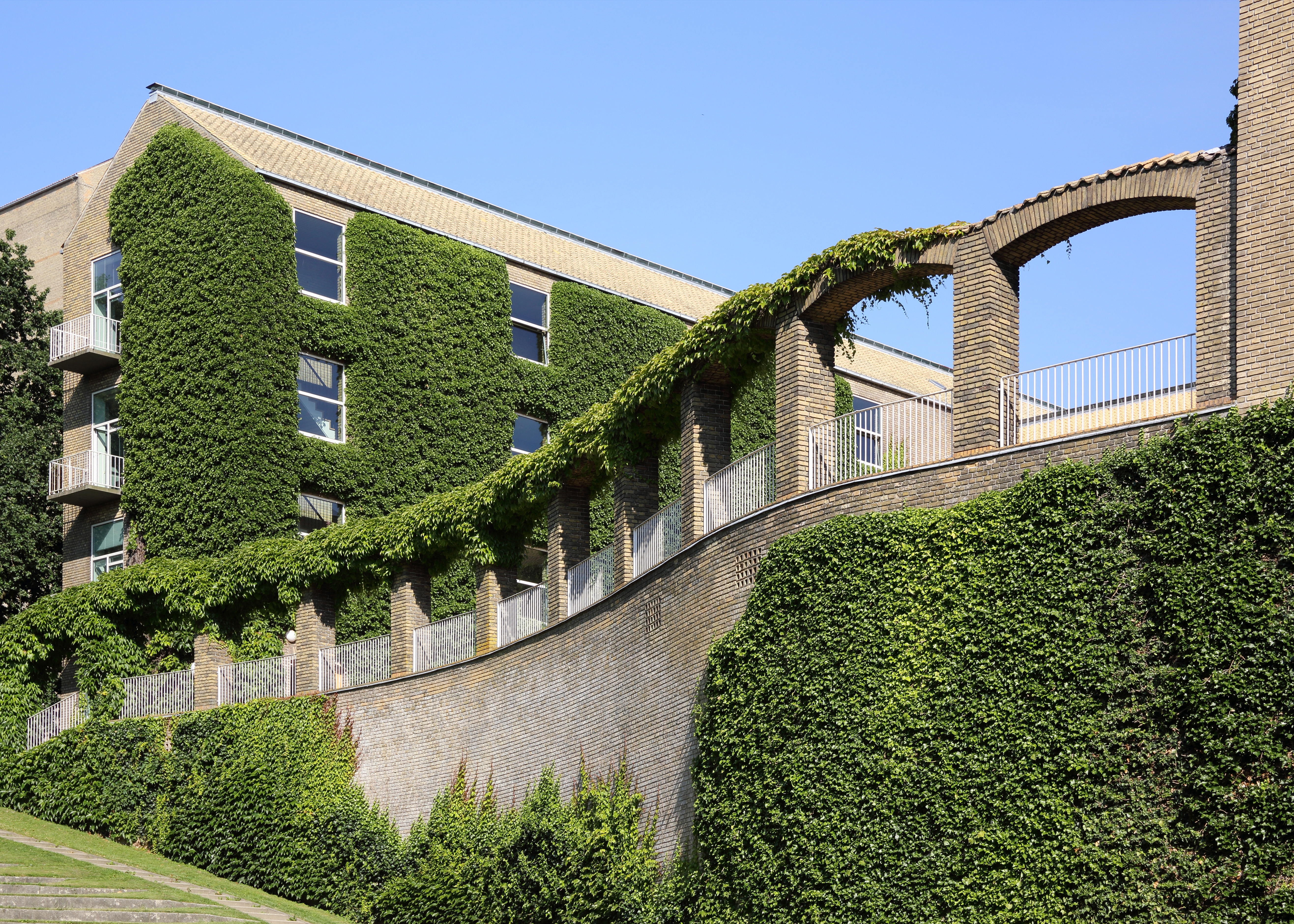
Hlavní budova, využití cihel
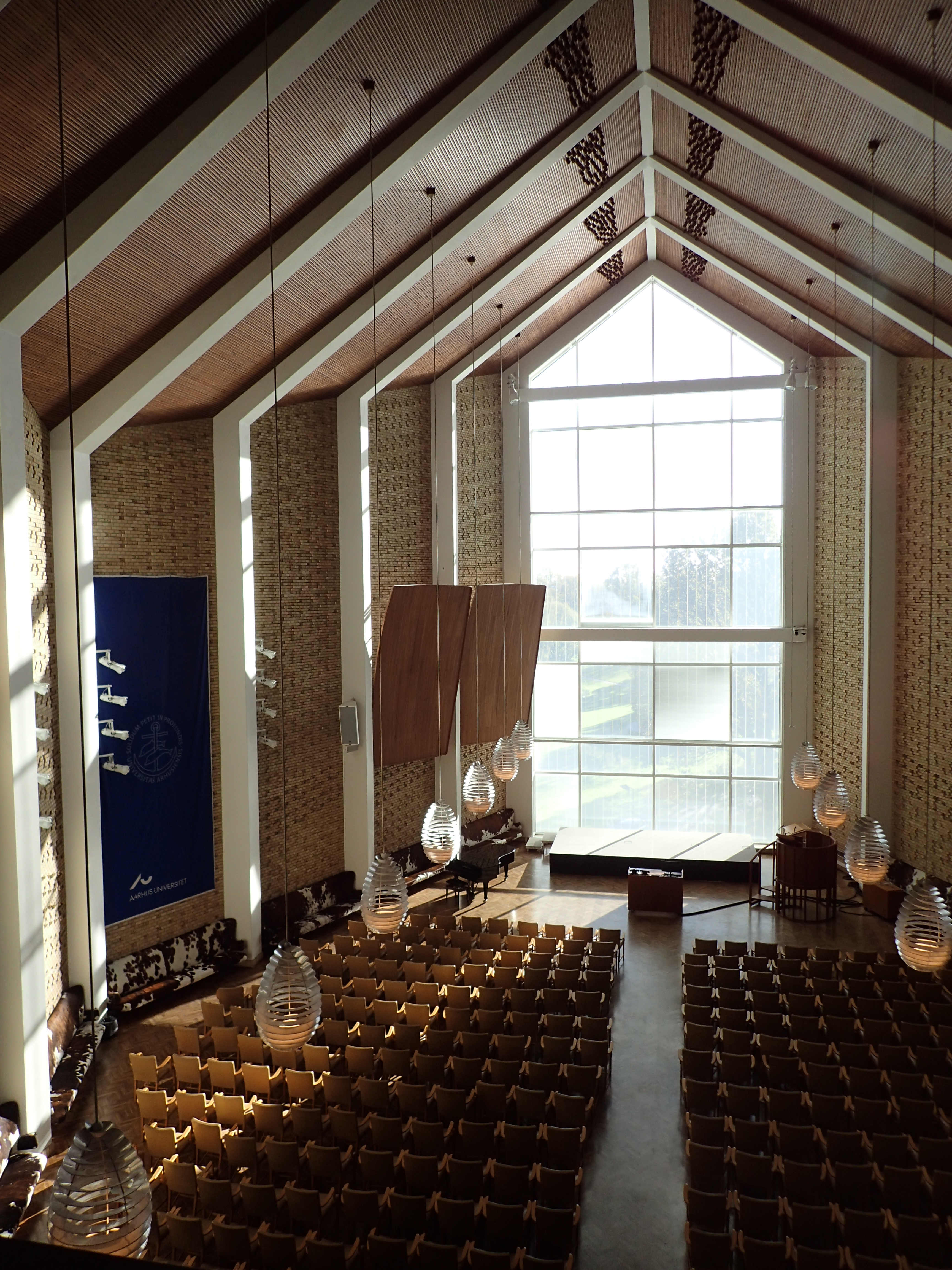
Auditorium v hlavní budově
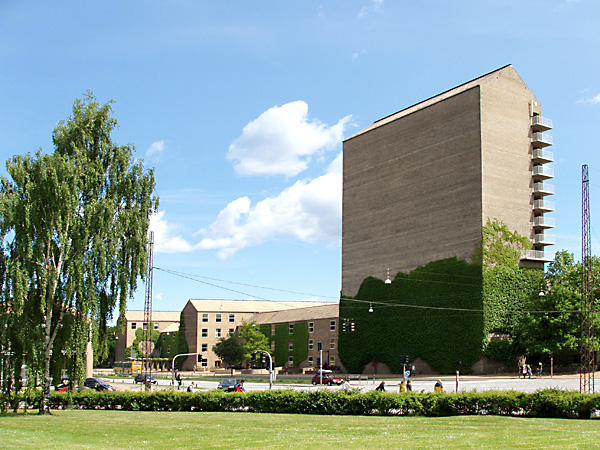
Budova knihovny (1960–1963)
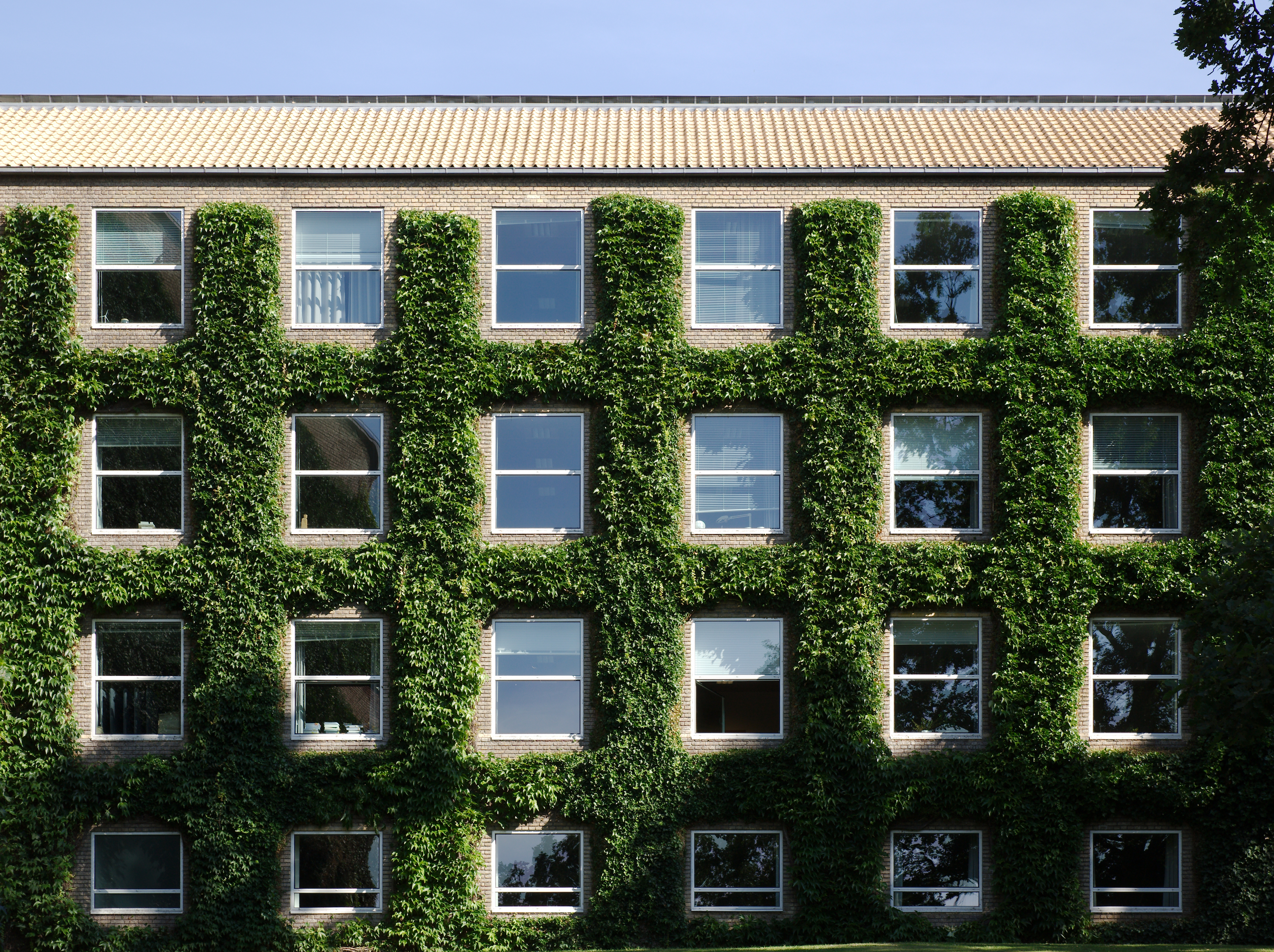
Typická fasáda univerzity
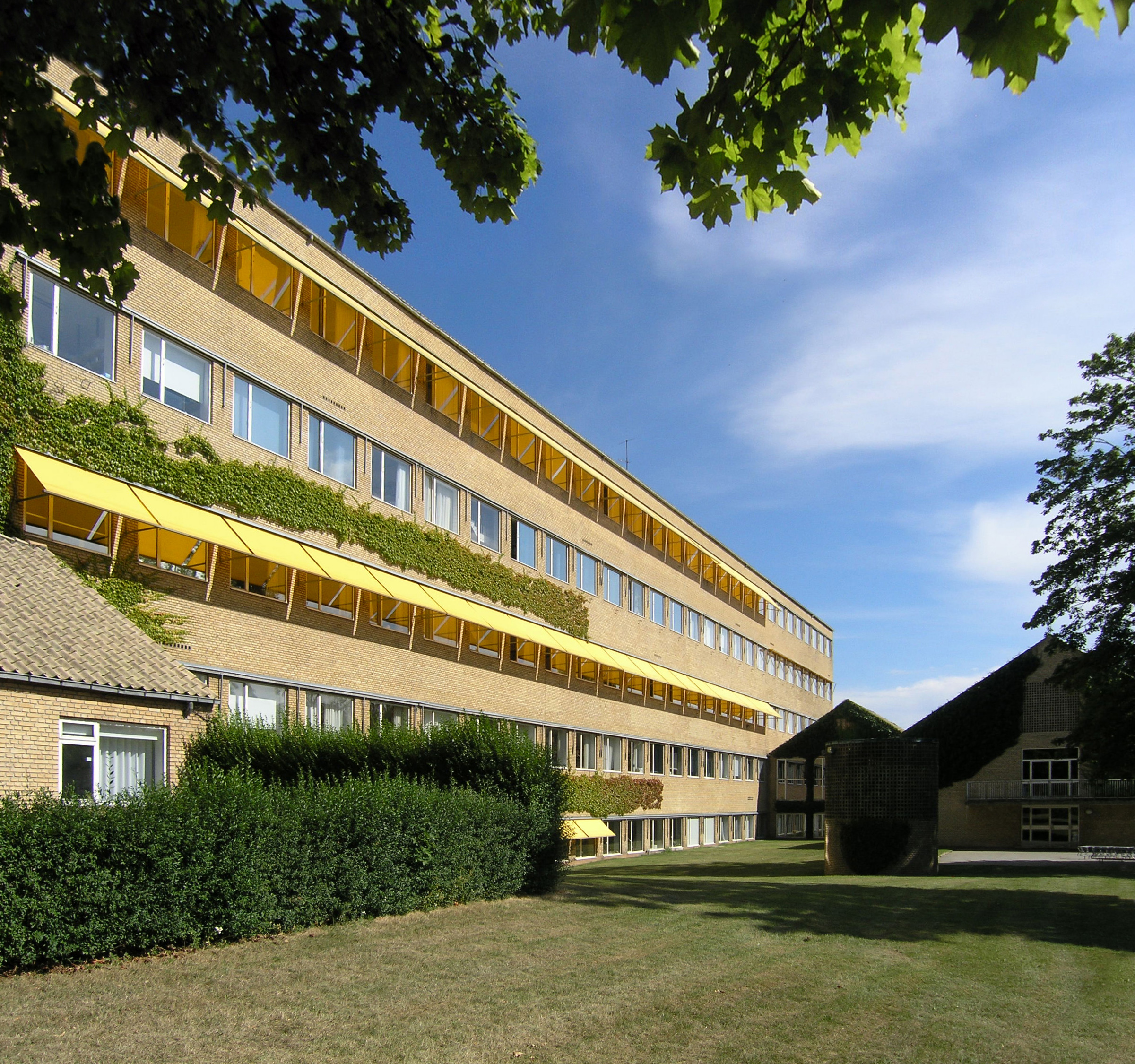
Typická fasáda: budova Bartholin (1971–1974)
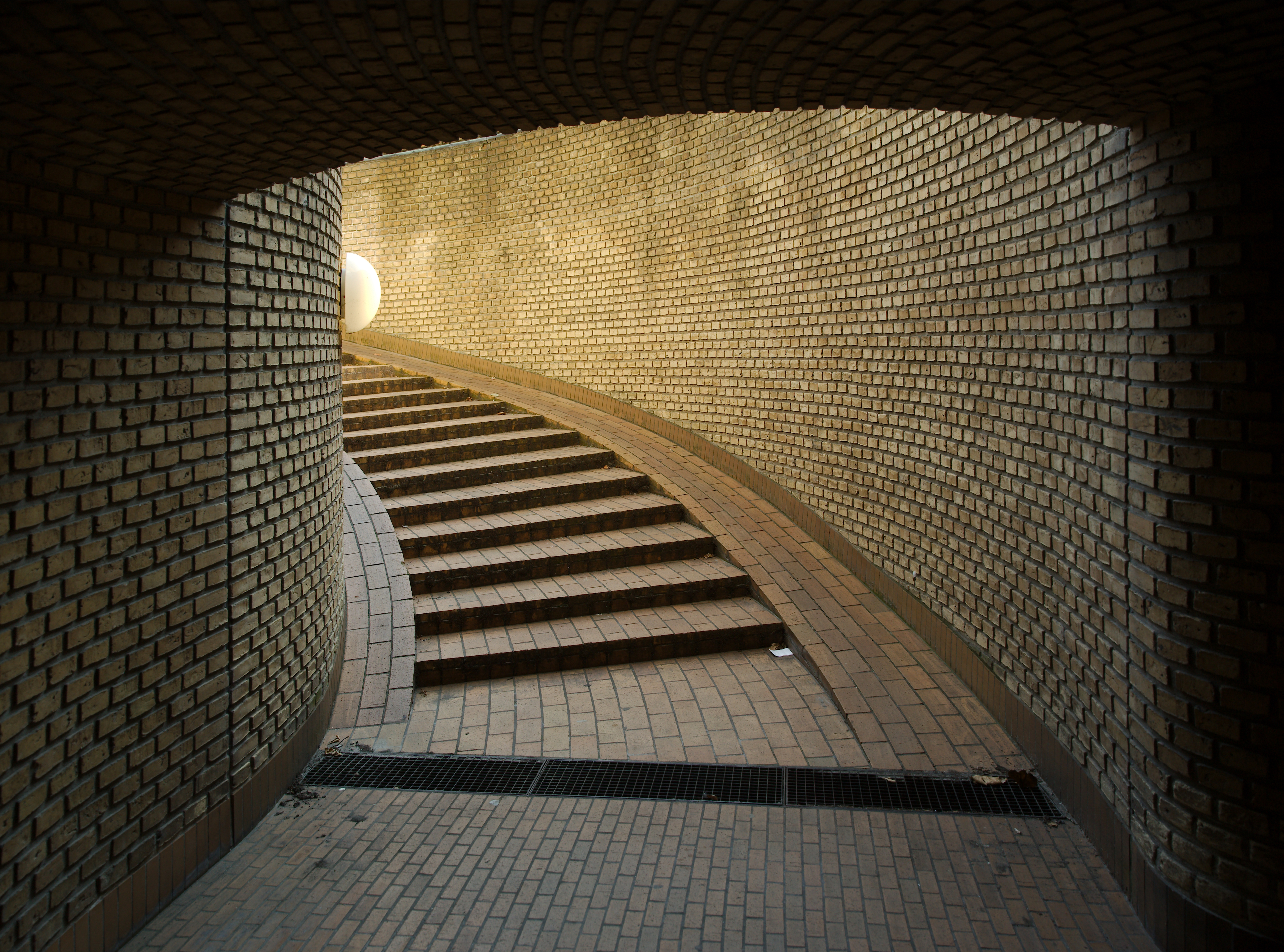
Detail podzemní cesty (1946)
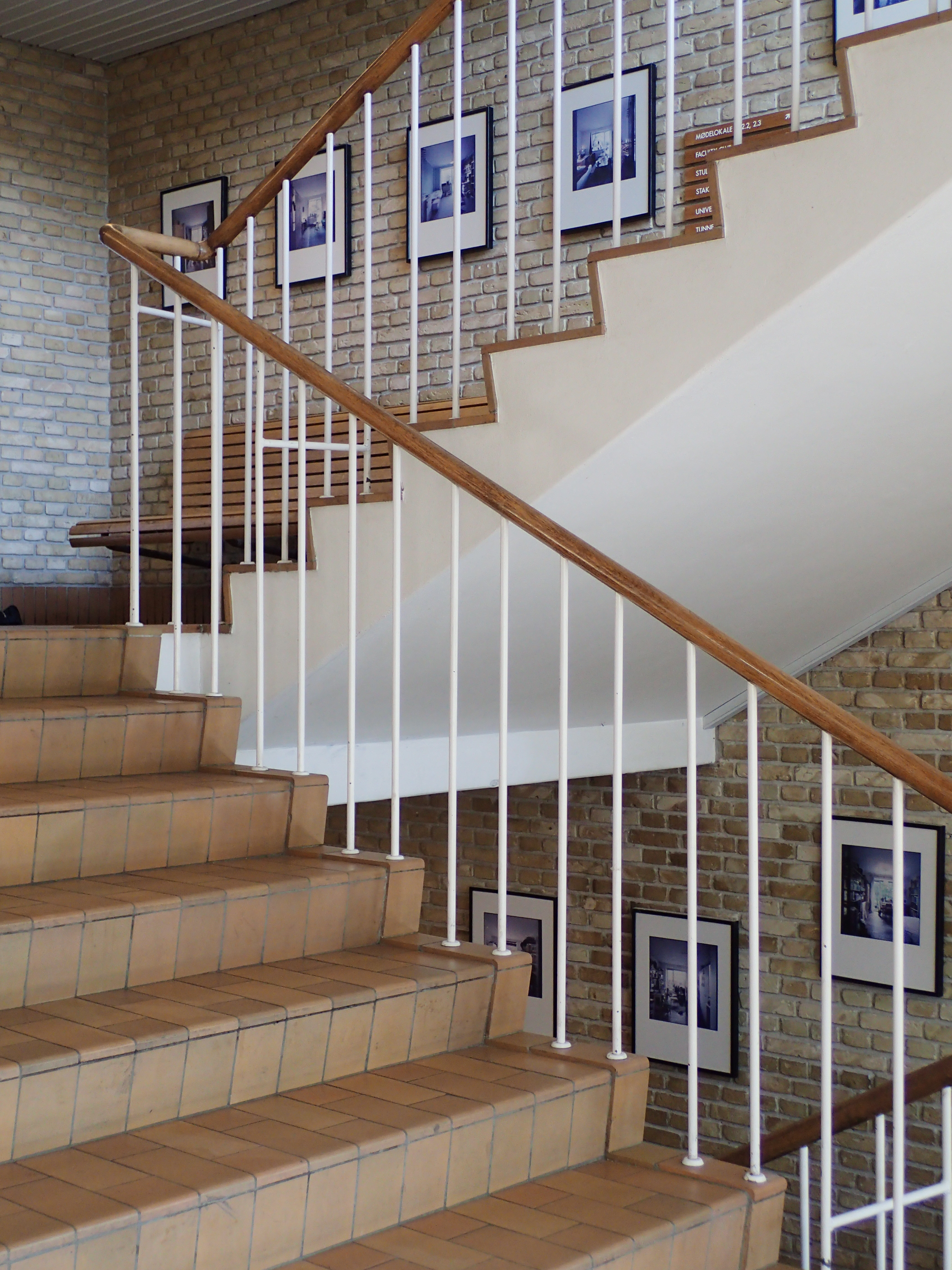
Detail schodů ve studentské koleji

### Jiné realizace

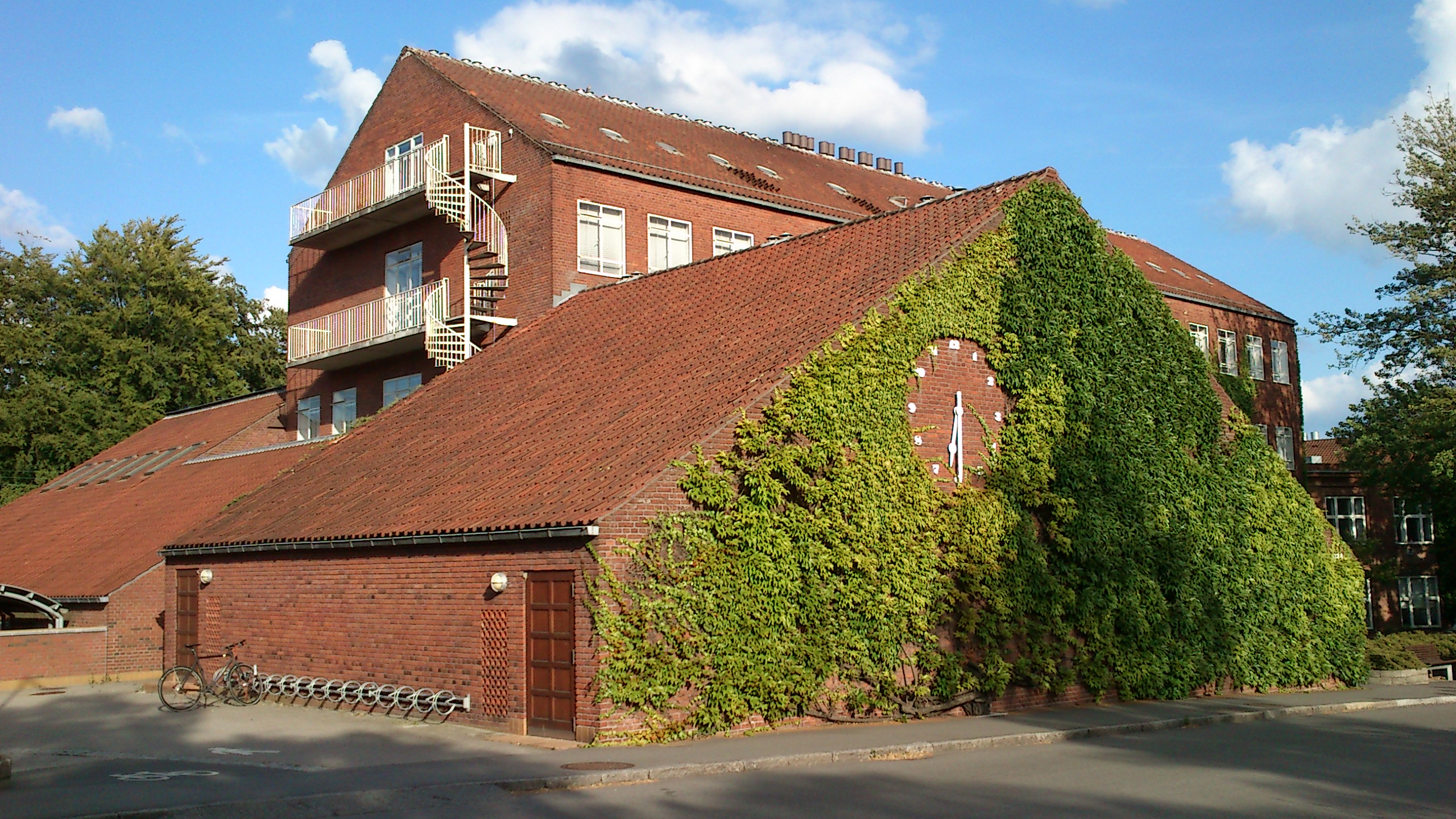
Aarhuská komunitní nemocnice (1930)
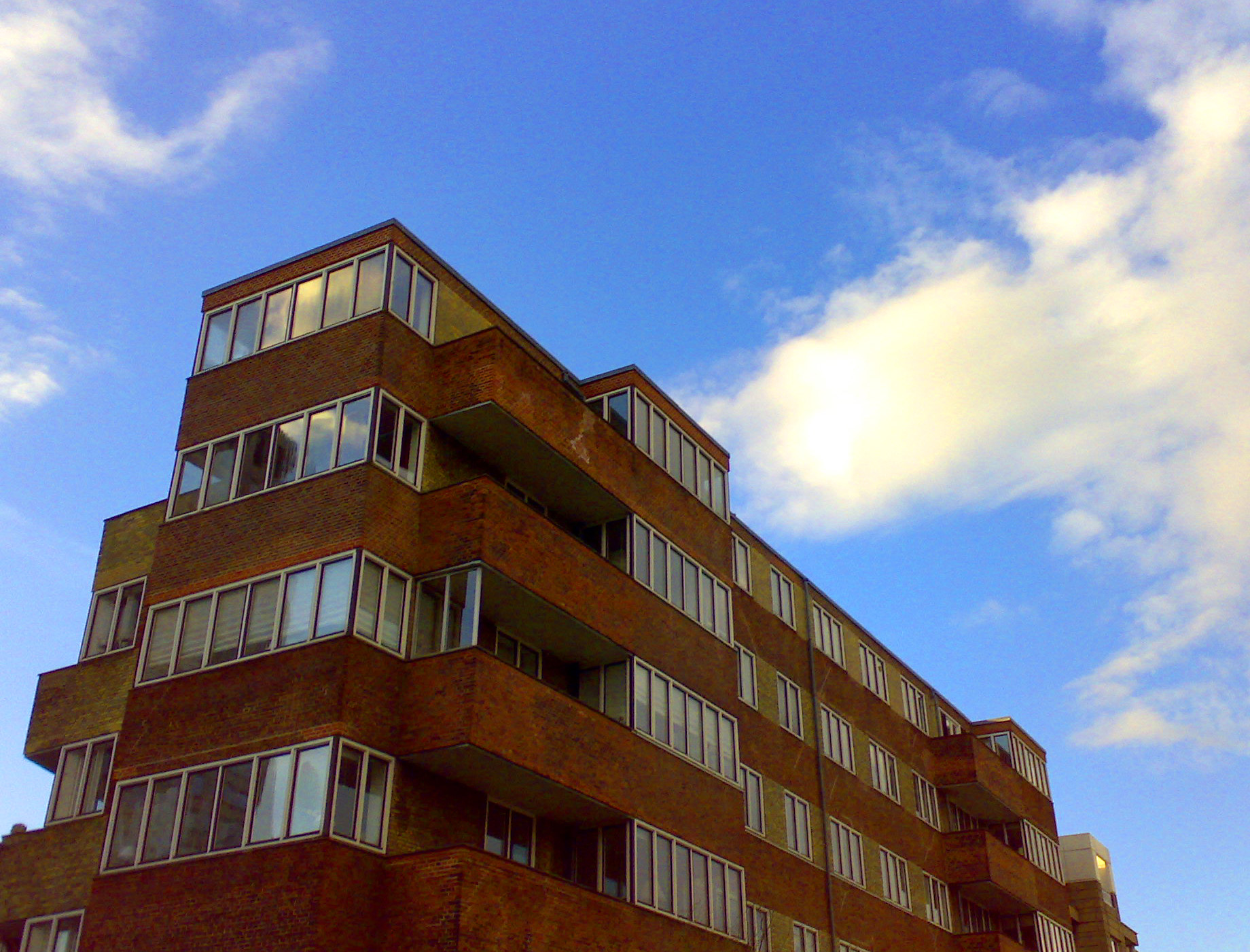
Bytové domy Vodroffsvej, Kodaň (1930)
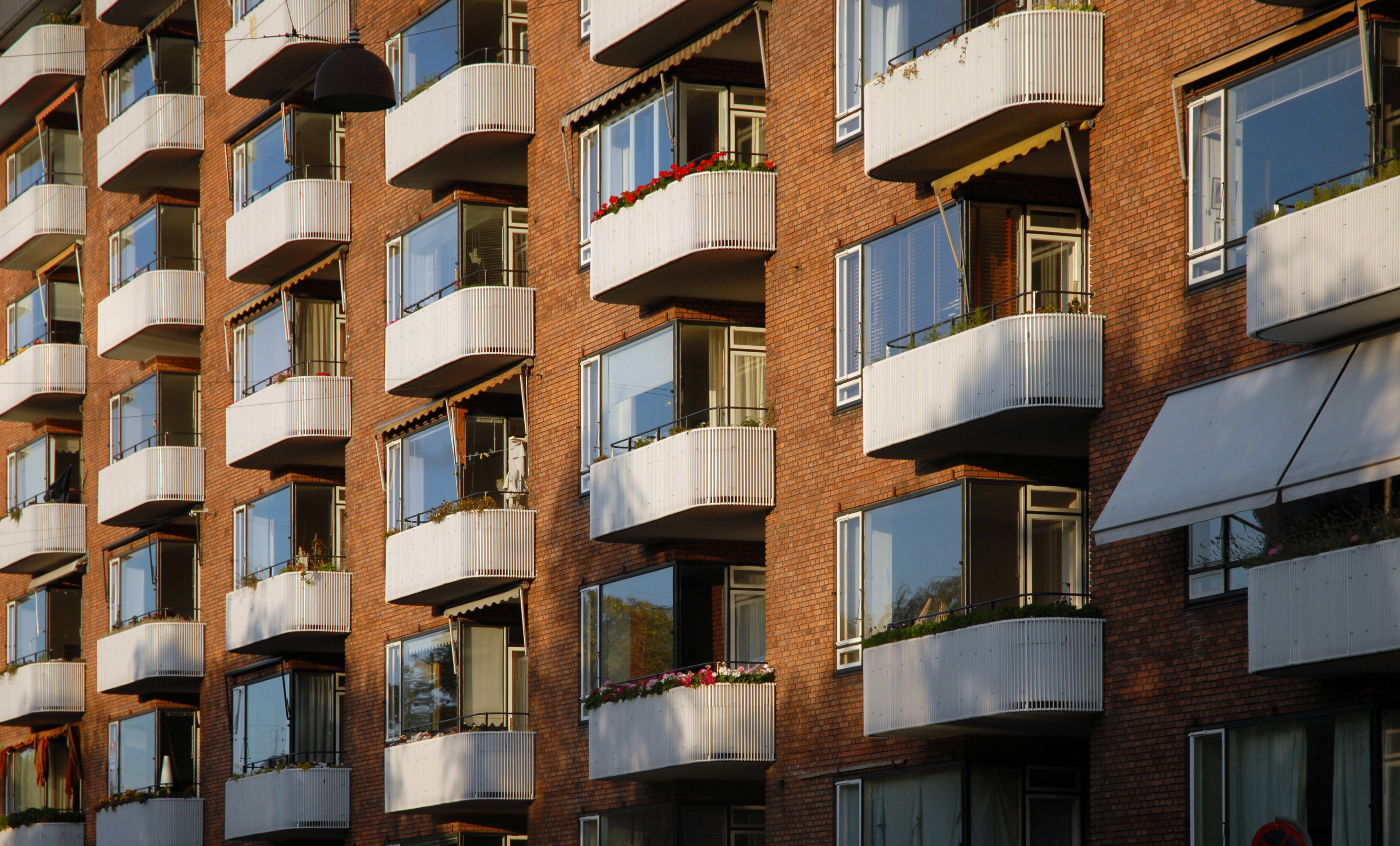
Bytové domy Vestersøhus, Kodaň (1935–1939)
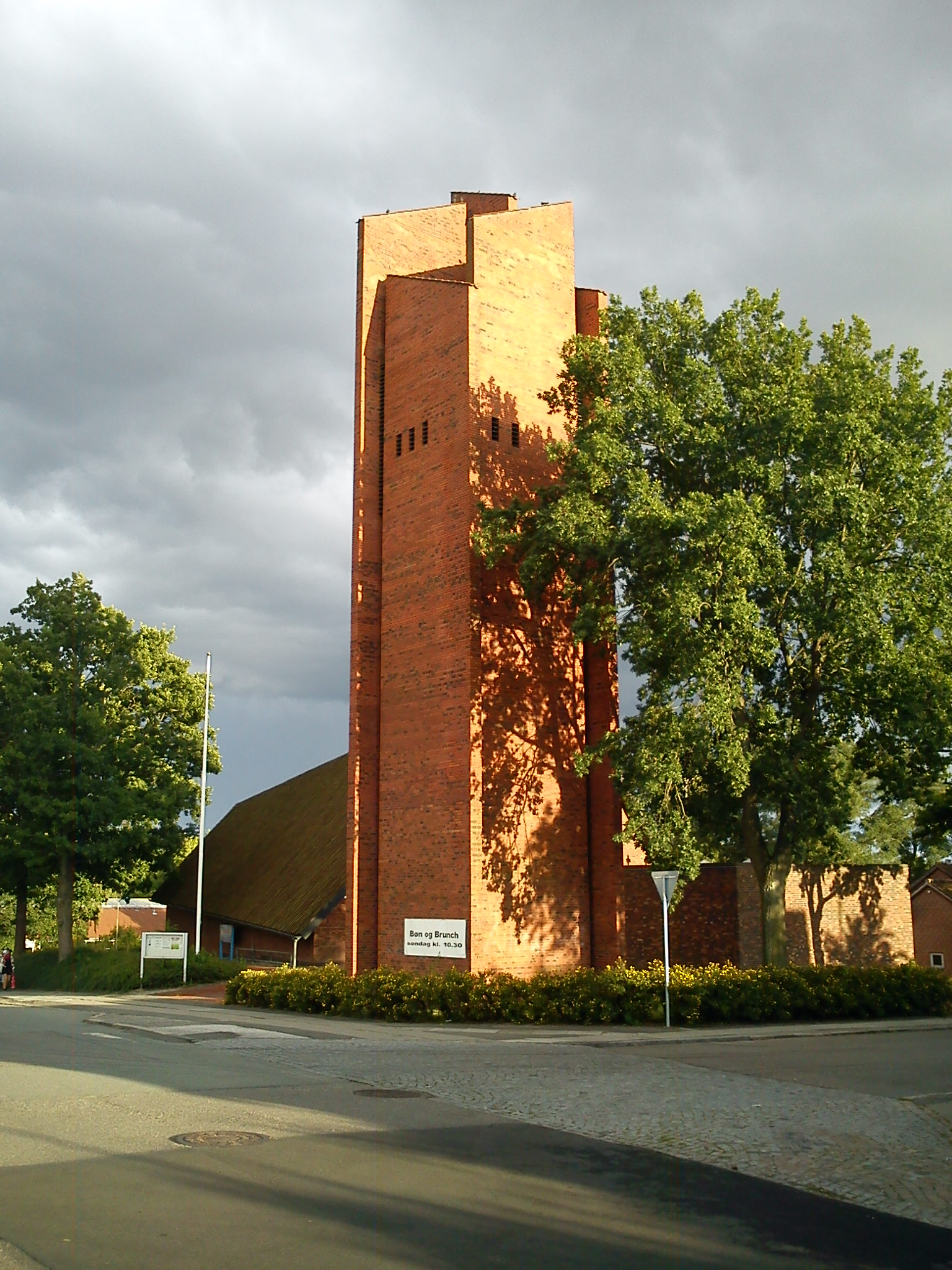
Kostel Møllevangskirken, Aarhus (1959)
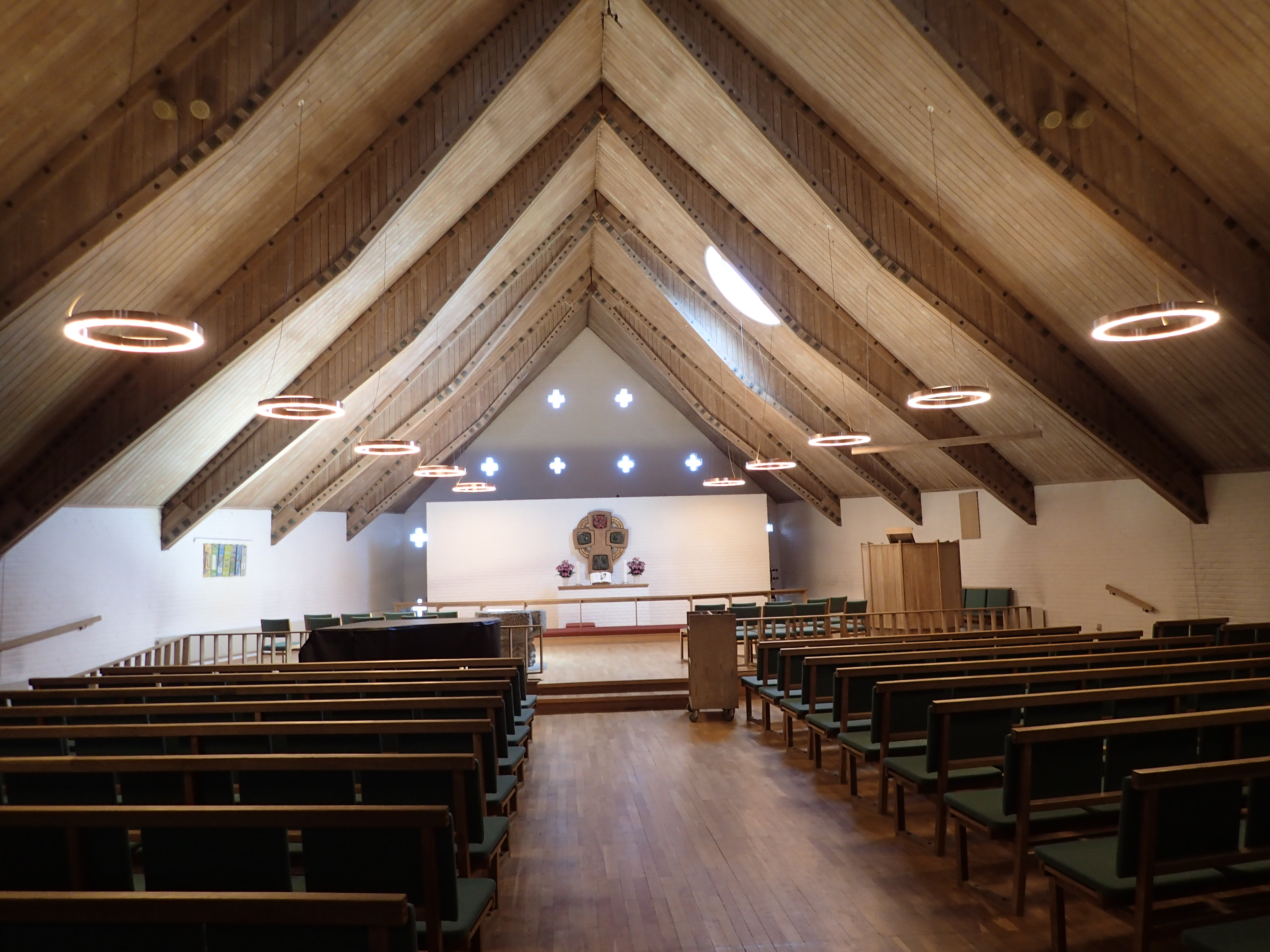
Interiér kostela (1959)

## Ocenění a vyznamenání
- 1928: De Bielkeske Legater
- 1945: Eckersbergova medaile (za hlavní budovu Aarhuské univerzity)
- 1946: Řád Dannebrog
- 1947: medaile C. F. Hansena
- 1950: Čestná cena města Aarhus
- 1965: Řád Dannebrog, rytíř 1. stupně
- 1968: Čestná medaile Dánského svazu architektů
- 1969: Komandér Řádu Dannebrog
- 1973: Cena Läkerol
- 1978: Cena Handelsbanken
- 1984: Čestný člen Dánské královské akademie výtvarných umění